# Kazım Ayvaz
Kazım Ayvaz (Rize, 1938. március 10. – 2020. január 19.) olimpiai és világbajnok török birkózó.

## Pályafutása
Az 1958-as budapesti és 1962-es toledói világbajnokságon aranyérmes lett. Az 1964-es tokiói olimpián aranyérmet szerzett a kötött fogású könnyű súlycsoportban.

## Sikerei, díjai
- Olimpiai játékok – kötött fogás, 70 kg
  - aranyérmes: 1964, Tokió
- Világbajnokság – kötött fogás
  - aranyérmes (2): 1958 (78 kg), 1962 (70 kg)